# Розанна Аркетт
Роза́нна Аркетт (англ. Rosanna Arquette; 10 серпня 1959) — американська акторка та продюсерка.

## Життєпис
Розанна Аркетт народилася 10 серпня 1959 року в Нью-Йорку в родині актора, сценариста та продюсера Льюїса Аркетт та акторки Бренди Марді. Старша сестра акторів Річмонда, Алексіс, Девіда і Патриції.
Була одружена з кінорежисером Тоні Греко (з 17 липня 1979 по 6 жовтня 1980), з композитором Джеймсом Ньютоном Говардом (з 13 вересня 1986 по 2 жовтня 1987), з музикантом Пітером Гебріелем (з 1988 по 1992), з Джоном Сіделем (19 грудня 1993 по 1 лютого 1999 рік, народила дочку Зої (1994)). 18 серпня 2013 року пошлюбила банкіра Тодда Моргана.

## Творчість
Розанна почала зніматися в юному віці. Першою великою удачею стала роль у серіалі «Кінець жнив» (1978), де в головній ролі грала Бетті Девіс. За роботу у фільмі «Пісня ката» (1982) була номінована на премію «Еммі». 
Популярність прийшла, коли Аркетт знялася разом з Мадонною у фільмі «Відчайдушно шукаю Сьюзен» (1985). 
Також відома ролями в фільмах як «Після роботи» (1985), «Блакитна безодня» (1988), «Кримінальне чтиво» (1994), «Автокатастрофа» (1996), «Дев'ять ярдів» (2000).

## Фільмографія
| Рік       |     | Українська назва                             | Оригінальна назва                                     | Роль                                        |
| --------- | --- | -------------------------------------------- | ----------------------------------------------------- | ------------------------------------------- |
|           | ф   |                                              | The Velvet Gentleman (pre-production)                 | Сюзанна Валадон                             |
|           | ф   |                                              | Not Born (post-production)                            |                                             |
| 2019      | ф   |                                              | Lost Transmissions (post-production)                  |                                             |
| 2018      | ф   | Цуценяча любов                               | Puppy Love                                            | Деб                                         |
| 2018      | ф   | Святі землі                                  | Holy Lands                                            |                                             |
| 2018      | с   | Свайпнуті                                    | Sideswiped                                            | Мері Мейпл, 8 серій                         |
| 2018      | ф   | Клуб молодих мільярдерів                     | Billionaire Boys Club                                 | Матуся Еванс (Деббі)                        |
| 2018      | ф   | Октавіо мертвий!                             | Octavio Is Dead!                                      | Джоан                                       |
| 2018      | ф   | Етруська усмішка                             | The Etruscan Smile                                    | Клавдія                                     |
| 2018      | ф   | За кохання Джорджа                           | For the Love of George                                | Д-р Фей Картер                              |
| 2017      | кф  | На ходу                                      | On the Run                                            | Тітка Роксі                                 |
| 2017      | ф   | Сонячний фільтр                              | SPF-18                                                | Фей Купер                                   |
| 2017      | ф   | Народжений винним                            | Born Guilty                                           | Джудіт                                      |
| 2017      | ф   | Мая Дардел                                   | Maya Dardel                                           | Леонора                                     |
| 2016      | с   | Гастролери                                   | Roadies                                               | Еббі Ван Несс, 1 епізод                     |
| 2016      | ф   | Неправдиво обвинувачений                     | Falsely Accused                                       | Бет                                         |
| 2016      | с   | Водили                                       | :Dryvrs                                               | Королева Джейн, 1 епізод                    |
| 2016      | ф   | Френк і Лола                                 | Frank & Lola                                          | Патриція                                    |
| 2016      | ф   | Пісня кохання                                | Lovesong                                              | Елеонора                                    |
| 2015      | кф  | Мій останній фільм                           | My Last Film                                          |                                             |
| 2015      | ф   | Убий своїх друзів                            | Kill Your Friends                                     | Барбара                                     |
| 2015      | ф   | Суперстюард                                  | Larry Gaye: Renegade Male Flight Attendant            | Телеведуча                                  |
| 2015      | с   | C.S.I.: Кіберпростір                         | CSI: Cyber                                            | Триш Маккарті, 1 епізод                     |
| 2013—2014 | с   | Рей Донован                                  | Ray Donovan                                           | Лінда, 6 серій                              |
| 2014      | ф   | Астма                                        | Asthma                                                | Мати Гаса                                   |
| 2014      | ф   | День драфту                                  | Draft Day                                             | Енджі                                       |
| 2014      | с   | Закон і порядок: Спеціальний корпус          | Law & Order: Special Victims Unit                     | Алекса Пірсон, 1 епізод                     |
| 2014      | в   |                                              | Martha Davis & the Motels Live at the Whiskey a Go Go |                                             |
| 2013      | с   | Дівчата                                      | Girls                                                 | Петула, 1 епізод                            |
| 2013      | кф  | Пісня не-кохання                             | No Love Song                                          | Пола                                        |
| 2012      | с   | Дорогий доктор                               | Royal Pains                                           | Лу Гантер, 2 серії                          |
| 2012      | с   | Рошель                                       | Rochelle                                              | Рошель Кейн, 3 серії                        |
| 2012      | ф   | Хардфлип                                     | Hardflip                                              | Бетані Джонс                                |
| 2011      | ф   | Переконуючи Клуні                            | Convincing Clooney                                    | Джей-Сі                                     |
| 2011      | ф   | Мир, любов і непорозуміння                   | Peace, Love & Misunderstanding                        | Дарсі                                       |
| 2011      | ф   | Осінь виходу                                 | Exodus Fall                                           | Марилін Мінор                               |
| 2011      | ф   | Розділювач                                   | The Divide                                            | Мерілін                                     |
| 2010      | ф   | Вдихайте                                     | Inhale                                                | Д-р Рабін                                   |
| 2010      | с   | Приватна практика                            | Private Practice                                      | Корін Дейвіс, 2 серії                       |
| 2009      | с   | Іствік                                       | Eastwick                                              | Грета Ноа, 2 серії                          |
| 2009      | ф   | Американський пиріг: Книга кохання           | American Pie Presents: The Book of Love               | Мати Роба                                   |
| 2009      | в   |                                              | Madonna: Celebration — The Video Collection           | Роберта Ґлесс (відео 'Into the Groove')     |
| 2009      | ф   |                                              | Repo Chick                                            | Лола                                        |
| 2009      | тф  | Полярне сяйво                                | Northern Lights                                       | Шарлін Ґелліґен                             |
| 2008      | с   | Помадні джунглі                              | Lipstick Jungle                                       | Тіна Етвуд, 1 епізод                        |
| 2008      | ф   | Недитячий вік                                | Growing Op                                            | Діана                                       |
| 2008      | ф   | М'яч не бреше                                | Ball Don't Lie                                        | Франсін                                     |
| 2008      | с   | Медіум                                       | Medium                                                | Мішель Тодд, 1 епізод                       |
| 2008      | с   | Дерт                                         | Dirt                                                  | Міа, 1 епізод                               |
| 2007      | ф   | Битва за планету Терра                       | Battle for Terra                                      | Викладач Ліна (голос)                       |
| 2006—2007 | с   | Як щодо Браяна                               | What About Brian                                      | Ніколь, 24 епізоди                          |
| 2004—2007 | с   | Слово на літеру Л                            | The L Word                                            | Чері Джеффі, 5 епізодів                     |
| 2006      | ф   |                                              | I-See-You.com                                         | Лідія Енн Лейтон                            |
| 2005      | с   | Анатомія Грей                                | Grey's Anatomy                                        | Констанс Фергюсон, 1 серія                  |
| 2005      | ф   | Діти в Америці                               | Kids in America                                       | Еббі Претт                                  |
| 2005      | ф   | Ласкаво просимо до Каліфорнії                | Welcome to California                                 | Проститутка                                 |
| 2005      | с   | Малкольм у центрі уваги                      | Malcolm in the Middle                                 | Аніта, 1 епізод                             |
| 2005      | ф   | Айова                                        | Iowa                                                  | Еффі Гарті                                  |
| 2005      | ф   | Моя кохана самогубця                         | My Suicidal Sweetheart                                | Вера                                        |
| 2005      | с   | Закон і порядок: Злочинні наміри             | Law & Order: Criminal Intent                          | Кей Коннолі, 1 епізод                       |
| 2004      | ф   | Крутий до смерті                             | Dead Cool                                             | Дейрдре                                     |
| 2004      | с   | Саммерленд                                   | Summerland                                            | Ронні, 1 епізод                             |
| 2004      | кф  | Позолочені камені                            | Gilded Stones                                         | Саллі                                       |
| 2003      | тф  | Повний переляк                               | Rush of Fear                                          | Алекс Макґвайр                              |
| 2003      | док | Олів Томас: Найгарніша дівчина світу         | Olive Thomas: The Most Beautiful Girl in the World    | Оповідачка (голос)                          |
| 2003      | тф  | Закон і пан Лі                               | The Law and Mr. Lee                                   | Лінда Елліс                                 |
| 2003      | с   | Вілл і Грейс                                 | Will & Grace                                          | Джулі, 2 епізоди                            |
| 2003      | с   | Юридична практика                            | The Practice                                          | Бренда Міллер, 1 епізод                     |
| 2002      | с   | Шлях до Каліфорнії                           | Going to California                                   | Гелен, 1 епізод                             |
| 2001      | ф   | Просвітлення                                 | Being Light                                           |                                             |
| 2001      | в   | Анатомія пороку                              | Diary of a Sex Addict                                 | Грейс Горн                                  |
| 2001      | ф   | Спитай Сінді                                 | Good Advice                                           | Кеті Шерман                                 |
| 2001      | ф   | Велике погане кохання                        | Big Bad Love                                          | Вельма                                      |
| 2001      | ф   | Пригоди Джо Замазури                         | Joe Dirt                                              | Шарлін, власниця крокодилової ферми         |
| 2001      | ф   | Речі за Солнцем                              | Things Behind the Sun                                 | Піт                                         |
| 2001      | с   | Мисливиця                                    | The Huntress                                          | Арлін Поттс, 1 епізод                       |
| 2000      | ф   | Забагато плоті                               | Too Much Flesh                                        | Емі                                         |
| 2000      | тф  | Отрута                                       | Poison                                                | Дейна                                       |
| 2000      | ф   | Дев'ять ярдів                                | The Whole Nine Yards                                  | Софі Озеранскі                              |
| 1999      | ф   | Інтерв'ю з покійником                        | Interview with a Dead Man                             |                                             |
| 1999      | тф  | Переплутані при народженні                   | Switched at Birth                                     | Лінда Велс                                  |
| 1999      | ф   | Відкладений                                  | Pigeonholed                                           | Мати Девона                                 |
| 1999      | ф   | Збори Палмера                                | Palmer's Pick-Up                                      | Дон                                         |
| 1999      | тф  | Шістдесяті                                   | The '60s                                              | Мати-хіпі                                   |
| 1999      | ф   | Цукрове місто                                | Sugar Town                                            | Ева                                         |
| 1998      | ф   | Частинка дому                                | Homeslice                                             |                                             |
| 1998      | ф   | Завершено                                    | Fait Accompli                                         | Джезебель                                   |
| 1998      | ф   | Пекельна кухня                               | Hell's Kitchen                                        | Ліз                                         |
| 1998      | ф   | Я втрачаю тебе                               | I'm Losing You                                        | Рейчел Крон                                 |
| 1998      | тф  | Спливаючи геть                               | Floating Away                                         | Морі Телбот                                 |
| 1998      | ф   | Проблиски надії                              | Hope Floats                                           | Конні Філліпс                               |
| 1998      | ф   | Буффало 66                                   | Buffalo '66                                           | Венді Белсем                                |
| 1998      | тф  | Я знаю, що ви зробили                        | I Know What You Did                                   | Стейсі Кіні                                 |
| 1997      | ф   | Заведій                                      | Deceiver                                              | Пані Кеннесо                                |
| 1997      | ф   | Сприяння торгівлі                            | Trading Favors                                        | Алекс Ленглі                                |
| 1997      | ф   | Порибалимо                                   | Gone Fishin'                                          | Рита                                        |
| 1997      | ф   | Брехня задля порятунку                       | White Lies                                            | Художниця-наркоманка                        |
| 1997      | с   | Постріл                                      | Gun                                                   | Лілі Діфіделі, 1 епізод                     |
| 1996      | с   | Убивчий відділ                               | Homicide: Life on the Street                          | Кароліна Відмер                             |
| 1996      | ф   | Автокатастрофа                               | Crash                                                 | Габріель                                    |
| 1995      | ф   | Знайти і знищити                             | Search and Destroy                                    | Лорен Міркгейм                              |
| 1994      | тф  | Ніде сховатися                               | Nowhere to Hide                                       | Сара Блейк                                  |
| 1994      | ф   | Кримінальне чтиво                            | Pulp Fiction                                          | Джоді                                       |
| 1993      | ф   | Не та людина                                 | The Wrong Man                                         | Міссі Мілз                                  |
| 1993      | ф   | Нема куди тікати                             | Nowhere to Run                                        | Клайді Андерсон                             |
| 1992      | тф  | У лісовій хащі                               | In the Deep Woods                                     | Джоанна Воррен                              |
| 1992      | ф   | Батьки та сини                               | Fathers & Sons                                        | Міс Атена                                   |
| 1991      | с   | Син Ранкової зорі                            | Son of the Morning Star                               | Ліббі Кастер, 2 серії                       |
| 1991      | ф   | Історія з пограбуванням                      | The Linguini Incident                                 | Люсі                                        |
| 1991      | ф   | Політ «Порушника»                            | Flight of the Intruder                                | Каллі Джой                                  |
| 1990      | ф   | Венді розколола горіх                        | Wendy Cracked a Walnut                                | Венді                                       |
| 1990      | с   | П'єса для одного актора                      | The Play on One                                       | Сара Вайс, 1 епізод                         |
| 1990      | тф  | Солодка помста                               | Sweet Revenge                                         | Кейт Вільямс                                |
| 1989      | ф   | Чорна райдуга                                | Black Rainbow                                         | Марта Тревіс                                |
| 1989      | ф   | Нью-йоркські історії                         | New York Stories                                      | Полетта (розділ "Life Lessons")             |
| 1989      | в   | Майкл Джексон — Liberian Girl                | Michael Jackson: Liberian Girl                        | камео                                       |
| 1988      | тф  | Обіцяне диво                                 | Promised a Miracle                                    | Еліс Паркер                                 |
| 1988      | ф   | Блакитна безодня                             | Le Grand Bleu / The Big Blue                          | Джоана Бейкер                               |
| 1987      | с   | Важкі часи                                   | Trying Times                                          | Кара Димлі, 1 епізод                        |
| 1987      | ф   | Амазонки на Місяці                           | Amazon Women on the Moon                              | Карен (розділ "Two I.D.'s")                 |
| 1986      | ф   | Дівчина не промах                            | Nobody's Fool                                         | Кессі                                       |
| 1986      | ф   | Вісім мільйонів способів померти             | 8 Million Ways to Die                                 | Сара                                        |
| 1985      | тф  | Інструкція з виживання                       | Survival Guide                                        |                                             |
| 1985      | ф   | Позаурочний час                              | After Hours                                           | Мерсі                                       |
| 1985      | ф   | Сільверадо                                   | Silverado                                             | Ханна                                       |
| 1985      | ф   | Марні пошуки Сьюзен                          | Desperately Seeking Susan                             | Роберта Ґлесс                               |
| 1985      | ф   | Авіатор                                      | The Aviator                                           | Тіллі Генсен                                |
| 1984      | тф  | Парад                                        | The Parade                                            | Тільда Кербі                                |
| 1983      | с   | У полі зору                                  | Insight                                               | Джо, 1 епізод                               |
| 1983      | тф  | Один кухар, інший — ні                       | One Cooks, the Other Doesn't                          | Брейсі Буні                                 |
| 1983      | ф   | Від стіни                                    | Off the Wall                                          | Пем Сміт                                    |
| 1983      | ф   | Крихітко, це ти                              | Baby It's You                                         | Джилл Розен                                 |
| 1982      | тф  | Джонні Белинда                               | Johnny Belinda                                        | Белинда Макадам                             |
| 1982      | тф  | Пісня ката                                   | The Executioner's Song                                | Ніколь Бейкер                               |
| 1982      | тф  | Стіна                                        | The Wall                                              | Галинка Епт                                 |
| 1981      | тф  | Довгий шлях додому                           | A Long Way Home                                       | Роуз Кавано                                 |
| 1981      | с   | А ось і Бумер                                | Here's Boomer                                         | Джинні, 1 епізод                            |
| 1981      | ф   | Сучий син                                    | S.O.B.                                                | Бебс                                        |
| 1980      | ф   | Горп                                         | Gorp                                                  | Джуді                                       |
| 1979—1980 | с   | Ширлі                                        | Shirley                                               | Дебра Міллер, 12 серій                      |
| 1979      | ф   | Нові американські графіті                    | More American Graffiti                                | Дівчина в комуні                            |
| 1979      | с   | Утечі                                        | The Runaways                                          | Саллі, 1 епізод                             |
| 1979      | тф  | Важке випробування Петті Гірст               | The Ordeal of Patty Hearst                            | Беккі                                       |
| 1979      | с   | Восьми досить                                | Eight Is Enough                                       | Лорі Вест, 1 епізод                         |
| 1978      | ф   | Пляж Зума                                    | Zuma Beach                                            | Беверлі                                     |
| 1978      | с   | Темна таємниця лісового будинку              | The Dark Secret of Harvest Home                       | Кейт Константин, 2 епізоди                  |
| 1978      | с   | Спеціальні навчальні випуски ABC             | ABC Afterschool Specials                              | Чарлі Мередіт, 1 випуск                     |
| 1977—1978 | с   | Джеймс у 15 років                            | James at 15                                           | 2 епізоди (Керен Воллер / дівчина у дверях) |
| 1978      | с   | Що насправді трапилося з випуском 1965 року? | What Really Happened to the Class of '65?             | Ненсі, 1 епізод                             |
| 1977      | тф  | Мати дитину 2                                | Having Babies II                                      | Конні                                       |